# 1991年7月11日日食
1991年7月11日日食是一次日全食，發生於1991年7月11日（東半球的部分日偏食區域為7月12日）。新月當天（即朔日），地球上觀測到月球和太阳的角距離極小，此時月球如果恰好在月球交點附近，穿過太阳和地球之間，與地球、太阳接近一直線，則會出現日食。月球本影接觸地表而使該區域完全得不到陽光，就會形成日全食，同時在本影兩側數千公里的半影範圍內遮擋部分陽光，形成日偏食。此次日全食經過了美国夏威夷州、墨西哥、危地马拉、萨尔瓦多、洪都拉斯、尼加拉瓜、哥斯达黎加、巴拿马、哥伦比亚、巴西，日偏食則覆蓋了北美地区中南部、拉丁美洲絕大部分及周邊部分地區。此次日全食是1973年6月30日以來最長的一次，這一紀錄直到2132年6月13日才會打破。

## 日食概況

### 出現區域
夏威夷群島、金曼礁、拉塔克礁鏈之間的太平洋洋面在日出時最先看到日全食，隨後月球本影向東偏北移動，覆蓋了夏威夷群島東南部，跨過太平洋東北部，逐漸轉向東偏南移動，在墨西哥納亞里特州羅薩莫拉達市南郊達到最大食分。此後本影沿著中美洲的太平洋沿岸附近移動，除伯利兹外所有中美洲大陸上的國家均有一部分在全食帶內。本影離開巴拿马後不久又從哥伦比亚登上南美洲，最後在日落時分結束於巴西托坎廷斯州、戈亞斯州、巴伊亞州交界處附近。其中，全食帶共覆蓋了五個首都——墨西哥墨西哥城、危地马拉瓜地馬拉市、萨尔瓦多聖薩爾瓦多、尼加拉瓜馬納瓜、哥斯达黎加聖荷西。全食帶均在國際日期變更線以東，在7月11日看到日全食。世界最佳天文台台址之一、全世界從山腳到頂峰之間最高的山峰冒纳凯阿火山也在全食帶內。
本影經過的陸地包括：
- 美国夏威夷州：夏威夷島全島、茂宜島東南海岸的極小區域；
- 墨西哥：南下加利福尼亞州南部、錫那羅亞州南部、納亞里特州除西南角旗幟灣（西班牙语：Bahía de Banderas (bahía)）沿岸外的絕大部分、杜蘭戈州南部、哈利斯科州中北部、薩卡特卡斯州南部、阿瓜斯卡連特斯州中南部、瓜納華托州除北部外的大部、米却肯州北部、克雷塔羅州南半部、墨西哥州除南端外的絕大部分、聯邦區、莫雷洛斯州、伊達爾戈州南半部、特拉斯卡拉州、格雷羅州北部、普埃布拉州除北部外的大部、瓦哈卡州中北部、韋拉克魯斯州西南部、塔巴斯科州極南端、恰帕斯州西南半部，其中最大食分位於納亞里特州羅薩莫拉達市南郊；
- ：韋韋特南戈省除東北部外的大部、基切省南半部、上維拉帕斯省西南端、下維拉帕斯省中西部、普羅格雷索省中西部、哈拉帕省除東北角外的絕大部分、薩卡帕省極西南角、奇基穆拉省西南部，及上述區域以南諸省全境；
- 薩爾瓦多：全國除查拉特南戈省東北側部分邊境地區、卡瓦尼亞斯省東北邊境、聖米格爾省東北部、莫拉桑省中北部、拉烏尼翁省北半部以外的部分；
- ：奧科特佩克省南部部分邊境地區、倫皮拉省西南側部分邊境地區、因蒂布卡省西南角、山谷省西南角、喬盧特卡省西南角；
- 尼加拉瓜：奇南德加省西南半部、萊昂省西南半部、馬那瓜省中南部、卡拉索省、馬薩亞省、格拉納達省除北部外的大部、博阿科省所轄尼加拉瓜湖部分的南部、瓊塔萊斯省所轄尼加拉瓜湖部分的西南半部、里瓦斯省、聖胡安河省西南部；
- ：全國除阿拉胡埃拉省東北角、利蒙省北部以外的部分；
- 巴拿马：博卡斯德爾托羅省除部分島嶼東北海岸外的絕大部分、奇里基省、貝拉瓜斯省除東北部外的絕大部分（全食帶在以上三省的覆蓋範圍包括今恩戈貝-布格雷特區除北端和東北角外的絕大部分）、科克萊省南部、埃雷拉省、洛斯桑托斯省；
- 哥伦比亚：喬科省南部、考卡山谷省除極北端和極南端外的絕大部分、里薩拉爾達省西南角、金迪奧省除東北部外的大部、考卡省東北部、托利馬省中南部、乌伊拉省中北部、昆迪納馬卡省極南端、波哥大首都區極南端、梅塔省西南部、卡克塔省東北半部、瓜維亞雷省西南半部、沃佩斯省中南部、亞馬遜省東北部；
- 巴西：從西北向東南斜貫亚马孙州，此後經過了帕拉州南部、马托格罗索州北部、托坎廷斯州南部、戈亞斯州東北部、巴伊亞州西部。[3][4]

除了狹窄的全食帶內能看見日全食之外，月球半影覆蓋範圍內都能看到日偏食，包括玻里尼西亞東北部、加拿大南部、美国阿拉斯加州東南部、整個美国本土、百慕大，及拉丁美洲除智利和阿根廷兩國南部外的絕大部分。其中大部分位於國際日期變更線以東，在7月11日看到日食，剩下的部分在7月12日看到日食。

### 基本參數
由於地球在遠日點附近，月球在近地点附近，且本影接觸地表的位置接近太陽直射點，本次日全食的全食帶較寬，持續時間長，食分大。在全食帶的中心點（與持續時間最大的地點稍有些距離），本影在地面覆蓋了258.0公里，日全食持續了6分53.1秒。儘管在一個沙羅周期之前的1973年6月30日發生過持續更長的日全食，但本次日全食的記錄直到2132年6月13日才會打破。
- 類型：日全食
- 食甚中心處（位於墨西哥納亞里特州羅薩莫拉達市南郊）資料：
  - 時間：1991年7月11日19:06:02.8
  - 地點：21°59.5′N 105°13.0′W / 21.9917°N 105.2167°W
  - 食分：1.0800（全食帶內最大）
  - 日全食持續時間：6分53.1秒

## 觀測
中國國家自然科學基金資助的中國觀測隊前往墨西哥南下加利福尼亞州拉巴斯南郊做了近紅外光光譜觀測。日食當天，拉巴斯全天無雲，觀測隊拍攝到上層光球和色球的無縫光譜和日面外的有縫光譜各數十幀，還拍攝到色球、日珥等圖片。此次在拉巴斯的各國專業觀測隊中，有6支在日食觀測史上首次使用了新型探測系統CCD，其中中國和日本的觀測隊將之用來觀測長波光譜。美国国家航空航天局林顿·约翰逊太空中心的觀測隊前往墨西哥馬薩特蘭觀測了日全食，共約320人參加。日食前數天內，當地的天氣並不理想，但在日食臨近時稍有好轉。有人為了更好的天氣條件前往聖布拉斯。最終，在馬薩特蘭西郊埃爾西德（El Cid），雲層在全食期間露出一個洞，觀測者恰好可以看到日冕和日珥，但周圍1-5英里內太阳均被雲層覆蓋。而在聖布拉斯，儘管全食期間雲層逐漸變厚，但仍能看到日冕和日珥。比利時皇家天文台、中国科学院測量與地球物理研究所、墨西哥國立自治大學地球物理研究所的科學家在墨西哥城做了觀測，研究日全食期間的重力變化。

## 圖片

此次日全食過程中月影在地表移動的動畫
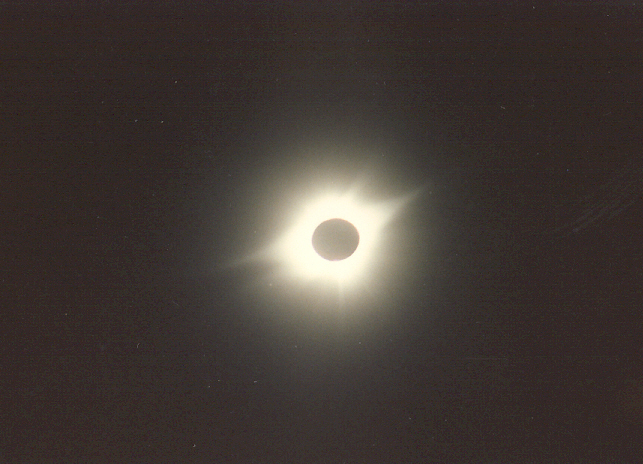
哥斯达黎加普拉亞斯德爾科科（西班牙语：Playas del Coco）的日全食，全食階段即將結束（生光）
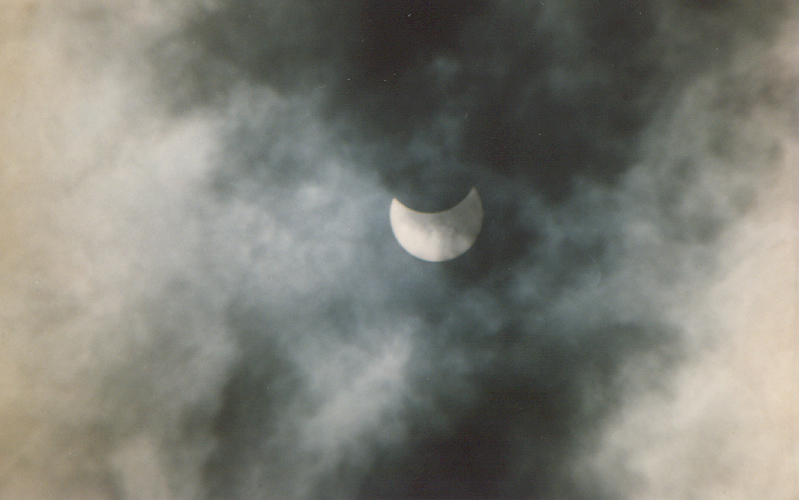
哥斯达黎加瓜納卡斯特省普拉亞斯德爾科科在全食前的偏食階段
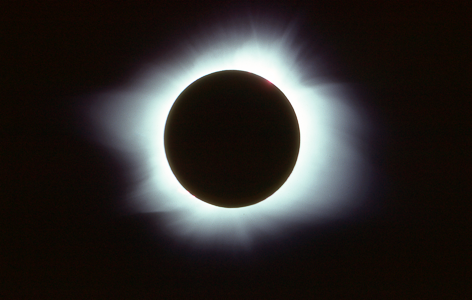
墨西哥馬薩特蘭以南海岸的日全食

## 相關的日食

### 1990-1992年的日食
月球交替位於相對的月球交點時，以半個交點年（食年），即約177天又4小時間隔出現下列日食。
| 升交點   | 升交點                    |          | 降交點             | 降交點 |
| 沙羅週期 | 地圖                      | 沙羅週期 | 地圖               |        |
| 121      | 1990年1月26日 環食        | 126      | 1990年7月22日 全食 |        |
| 131      | 1991年1月15日 環食        | 136      | 1991年7月11日 全食 |        |
| 141      | 1992年1月4日 環食         | 146      | 1992年6月30日 全食 |        |
| 151      | 1992年12月24日 偏食（北） |          |                    |        |

### 沙羅周期
沙羅週期長度為18年11天。本次日食屬於沙羅週期136，共包含71次日食，依次為1360年6月14日至1486年8月29日的8次日偏食、1504年9月8日至1594年11月12日的6次日環食、1612年11月22日至1703年1月17日的6次全環食（亦稱混合食）、1721年1月27日至2496年5月13日的44次日全食、2514年5月25日至2622年7月30日的7次日偏食，總共歷時1262.11年。其中最長的全食發生於1955年6月20日，共持續了7分8秒。
下表列舉了1865年至2100年間發生的屬於該週期的日食，是第29至42次：
| 28            | 29            | 30            |
| ------------- | ------------- | ------------- |
|               | 1865年4月25日 | 1883年5月6日  |
| 31            | 32            | 33            |
| 1901年5月18日 | 1919年5月29日 | 1937年6月8日  |
| 34            | 35            | 36            |
| 1955年6月20日 | 1973年6月30日 | 1991年7月11日 |
| 37            | 38            | 39            |
| 2009年7月22日 | 2027年8月2日  | 2045年8月12日 |
| 40            | 41            | 42            |
| 2063年8月24日 | 2081年9月3日  | 2099年9月14日 |

## 資料來源
1. ↑  樊忠玉. . 中国天文科普网.   [2016-02-14]. （原始内容存档于2014-09-17）.
2. 1 2 3  Fred Espenak. . NASA Eclipse Web Site.   [2016-02-14]. （原始内容存档于2020-12-13）.（英文）
3. ↑  Fred Espenak. . NASA Eclipse Web Site.   [2016-02-14]. （原始内容存档于2020-11-01）.（英文）
4. ↑  Xavier M. Jubier. .   [2016-02-14]. （原始内容存档于2019-09-01）.（法文）（英文）
5. ↑  Fred Espenak. . NASA Eclipse Web Site.   [2016-02-14]. （原始内容存档于2008-08-29）.（英文）
6. ↑  Fred Espenak. . NASA Eclipse Web Site.   [2016-02-14]. （原始内容存档于2014-10-13）.（英文）
7. ↑  Fred Espenak. . NASA Eclipse Web Site.   [2016-02-14]. （原始内容存档于2014-03-10）.（英文）
8. ↑  尤建析 陆静 王传晋 卢保罗 明长荣. . 天體物理學報. 1994-07, 14 (3): 277–282.
9. ↑  Paul D. Maley. . Eclipse Tours.   [2016-02-16]. （原始内容存档于2020-10-30）.（英文）
10. ↑  B. Ducarme, H.-P. Sun, N. d'Oreye, M. Van Ruymbeke, J. Mena Jara. . Journal of Geodesy. 1999, 73: 53–57  [2016-02-16]. （原始内容存档于2019-09-01）.（英文）
11. ↑  Fred Espenak. . NASA Eclipse Web Site.（英文）

## 外部連結
- NASA日食專頁（页面存档备份，存于）（英文）
- 可見區域圖和時間統計：由弗雷德·埃斯佩纳克做出的日食預報，NASA/GSFC
  - Google互動地圖呈現的日食範圍
  - 貝塞爾元素
- Google地圖顯示的日全食和日偏食範圍（页面存档备份，存于）（法文）（英文）

圖片：
- 1954-2008年歷次日全食的日冕（页面存档备份，存于），本次拍攝於墨西哥南下加利福尼亞州拉巴斯（法文）（英文）
- 日全食（页面存档备份，存于），1995年10月24日每日一天文圖（英文）
- Solar Surfin'，1999年7月16日每日一天文圖，拍攝於美国夏威夷州夏威夷島冒纳凯阿火山
- 墨西哥南下加利福尼亞州的照片（1）（页面存档备份，存于）（英文）
- 墨西哥南下加利福尼亞州的照片（2）（页面存档备份，存于）（英文）
- 日食期間人造衛星拍攝的地球（页面存档备份，存于）（英文）
- 俄罗斯科學家的日全食觀測（页面存档备份，存于）（俄文）
- 墨西哥的日全食（页面存档备份，存于），位於南下加利福尼亞州聖荷西德爾卡沃（西班牙语：San José del Cabo）（英文）

| \| \| 日食 \|                             |                              |                                          |
| 上一次日食： 1991年1月15日日食 （日環食） | 1991年7月11日日食 （日全食） | 下一次日食： 1992年1月4日日食 （日環食） |
| 上一次日全食： 1990年7月22日日食          | 1991年7月11日日食 （日全食） | 下一次日全食： 1992年6月30日日食         |
|                                           | 日食                         |                                          |